# Alfredo Pacini
Alfredo Pacini (10 de fevereiro de 1888 - 23 de dezembro de 1967) foi um cardeal italiano da Igreja Católica Romana . Ele serviu como núncio na Suíça de 1960 a 1967 e foi elevado ao cardinalato em 1967.

## Biografia
Alfredo Pacini nasceu em Capannori e estudou no seminário em Lucca antes de ser ordenado ao sacerdócio em 25 de julho de 1913. Ele então fez trabalho pastoral na Arquidiocese de Lucca e ensinou em seu seminário até 1915, quando se tornou capelão militar. durante a Primeira Guerra Mundial . Depois de retomar seu trabalho em Lucca, Pacini foi elevado ao posto de Honorário Chamberlain de Sua Santidade em 8 de outubro de 1924. Ele serviu como secretário (1924-1928) e auditor (1928-1933) da nunciatura paraJugoslávia . De 1935 a 1944, ele foi auditor da nunciatura polonesa . Ele então se tornou Prelado Nacional de Sua Santidade em 3 de setembro de 1935 e conselheiro da nunciatura na França em 1944.
Em 23 de abril de 1946, Pacini foi nomeado Núncio no Haiti e Santo Domingo e Arcebispo Titular de Germia pelo Papa Pio XII . Ele recebeu sua consagração episcopal no dia 11 de junho do Arcebispo Angelo Roncalli , com o arcebispo Louis Le Hunsec , CSSP , e o bispo Stanislas Courbe servindo como co-consagradores , em Paris . Pacini mais tarde foi nomeado núncio no Uruguai em 23 de abril de 1949 e núncio na Suíça.em 4 de fevereiro de 1960. De 1962 a 1965, ele participou do Concílio Vaticano II .
O Papa Paulo VI criou-o Cardeal-Sacerdote de Santi Angeli Custodi a Città Giardino (diácono elevado "pro illa vitor" ao título) no consistório de 26 de junho de 1967. Pacini morreu em Roma aos 79 anos e está enterrado no túmulo de sua família em Capannori.